# Male Grahovše
Male Grahovše je naselje u slovenskoj Općini Laškom. Male Grahovše se nalazi u pokrajini Štajerskoj i statističkoj regiji Savinjskoj. 

## Stanovništvo
Prema popisu stanovništva iz 2002. godine naselje je imalo 50 stanovnika.